# Aérotrain S44
Précédent Suivant
L’Aérotrain S44 était un prototype d'Aérotrain développé dans le cadre des recherches sur les transports à coussin d’air menées en France par la société Bertin & Cie durant les années 1960 et 1970. Conçu pour des lignes suburbaines, il intégrait une propulsion par moteur linéaire électrique,  visant à offrir une alternative plus silencieuse par rapport aux modèles équipés de turbines. Ce prototype, long de 14,4 mètres et capable de transporter 44 passagers, fut testé sur une piste d’essais de 3 km construite à Gometz-le-Châtel. Les tests, qui débutèrent en 1969, avaient pour objectif d’évaluer la viabilité technique du projet, visant à créer une ligne de transport rapide entre La Défense et Cergy, deux zones stratégiques en plein développement dans les années 1970. Bien que le S44 ait démontré des performances notables, il rencontra des défis technologiques liés à son moteur linéaire, à la conception des infrastructures et à l’intégration urbaine. Malgré un soutien initial du gouvernement français et des investissements significatifs, le projet fut progressivement abandonné en raison des dépassements de coûts, des incertitudes techniques et des changements de priorités politiques en 1974.

## Historique

### Mise au point du véhicule

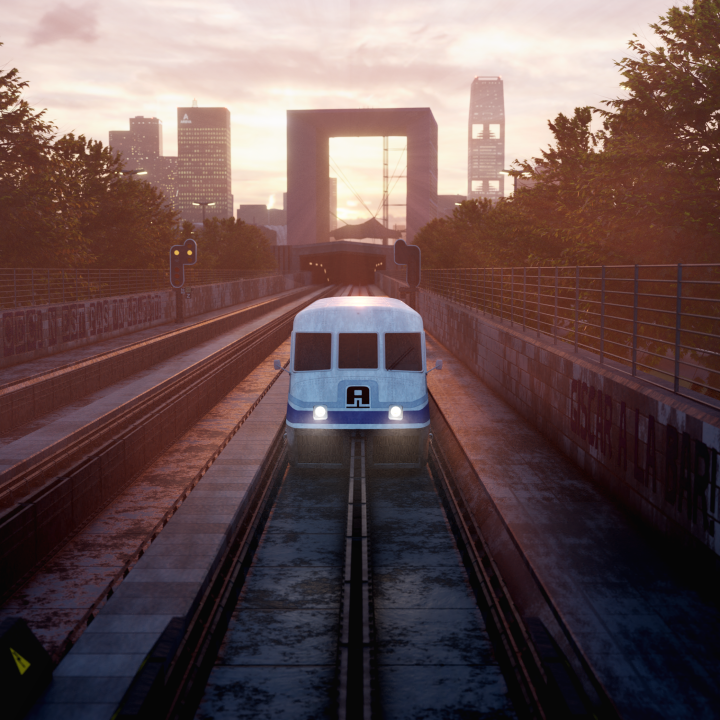
Vue d'artiste d'un S44 évoluant sur la ligne La Défense - Cergy, dans l'hypothèse où cette dernière aurait été véritablement construite.

En 1967, dans le cadre du projet de l’Aérotrain, le comité interministériel chargé de l’aménagement du territoire décida de construire une deuxième pistes d’essais à Gometz-le-Châtel. La première de 6,7 kilomètres, fut destinée aux essais de l’Aérotrain 01, tandis qu’une seconde piste, parallèle à la première et mesurant 3 kilomètres, servit à tester des technologies alternatives. Cette deuxième voie, électrifiée et dotée d’un revêtement métallique, fut conçue pour tester un véhicule d’essai guidé par roues et équipé d’un moteur linéaire de 200 kilowatts. Ce moteur, mis au point par la société Merlin Gerin en collaboration avec l’université de Grenoble, a permis d’évaluer le fonctionnement d’un système de propulsion combinant une partie mobile située dans le véhicule et une partie fixe installée sur la voie. Ces essais visaient à vérifier la faisabilité et les performances de cette technologie.
Une première version de Aérotrain suburbain entama ses essais en décembre 1969 sur une voie de 3 km parallèle à celle de Gometz. Pour ces essais, l'Aérotrain était doté d’un moteur automobile Chrysler V8 de 375 chevaux pour assurer la sustentation et d’un moteur électrique Merlin Gerin de 400 kW pour la propulsion. Lors de ces tests, il atteignit une vitesse de 170 km/h, avec pour objectif d'atteindre 200 km/h grâce à une réduction de l'épaisseur du rail vertical, passée de 80 à 40 cm. Ce véhicule devait préfigurer ceux qui auraient roulé sur le projet de ligne Cergy - La Défense, en France. 

### Le projet de ligne
Afin de poursuivre le développement de l'Aérotrain suburbain S44, l'entreprise nécessite un projet qui puisse servir de vitrine pour la démonstration de ses capacités. En janvier 1971, Jean Bertin adresse une lettre au ministre des Transports pour l'informer que les ressources de la Société de l'Aérotrain seront épuisées d'ici le mois de mars. De plus, la société Bertin & Cie enregistre son premier déficit depuis sa création en 1958.
Le projet de ligne d'Aérotrain suburbain a officiellement pris forme le 25 mars 1971, lors d'un conseil ministériel validant son principe de réalisation, tout en reportant la présentation du tracé aux semaines suivantes. Le gouvernement a alors annoncé un budget de 426 millions de francs (1971) pour cette première ligne commerciale de l'Aérotrain avec un délai de quatre ans et demi pour finaliser la ligne et les véhicules, en vue d’une mise en service fin 1978. Le 3 mai, Merlin Gerin, annonce une augmentation de ses prix en raison des difficultés techniques rencontrées par la Société Le Moteur Linéaire (LML) dans le développement de son moteur. Dix jours plus tard, Léon Kaplan présente sa démission de la présidence de la Société de l'Aérotrain, épuisé par les difficultés rencontrées. Son successeur, Jean Bertin, se trouve dans l'obligation de réduire de moitié les effectifs de l'entreprise, en raison de l'absence de nouvelles commandes. 
Le 17 juin 1971, un comité interministériel propose deux tracés, l'un reliant les aéroports de Roissy et Orly, soutenu par Jean Bertin et la société de l'Aérotrain, et l'autre reliant La Défense à Cergy. Le 29 juillet 1971, le gouvernement choisit la liaison La Défense-Cergy, afin de stimuler le développement de ces deux zones en pleine construction grâce à l'Aérotrain. La société de l'Aérotrain ainsi que ses partenaires et investisseurs internationaux attendaient cet engagement concret de la part du gouvernement français pour confirmer que la technologie avait répondu aux attentes et aux espoirs placés en elle. 
Quatre tracés ont d'abord été envisagés pour la ligne, mais trois d'entre eux traversaient la forêt de Saint-Germain-en-Laye, ce qui suscitait une opposition au projet de la part des riverains et des élus,. Finalement, un cinquième tracé de 22,9 kilomètres fut proposé, évitant la forêt et passant par Nanterre, Carrières-sur-Seine, Sartrouville et Maisons-Laffitte, sans arrêts intermédiaires pour garantir la rapidité du trajet. La ligne aurait débuté à La Défense, avec une station souterraine de trois voies et trois quais, reliée à la gare SNCF et au RER. Elle serait sortie d'un tunnel à Nanterre et aurait traversé la Seine à trois reprises par des viaducs. À Cergy, la gare souterraine, parallèle à la gare SNCF de Cergy-Préfecture, aurait disposé de quatre voies et trois quais. Les ateliers et garages pour le matériel roulant auraient été situés à proximité. Le Syndicat des Transports Parisiens fut désigné comme maître d’ouvrage du projet de la ligne à la fin de l'année 1971.  
En 1971, la société américaine Rohr Corporation, intéressée par les trains à coussin d'air, a acquis la licence de la société Bertin pour développer cette technologie. Dans ce cadre, elle a conclu un contrat de 250 000 dollars avec Merlin Gerin pour la conception d’un moteur linéaire électrique, ainsi que pour l’étude des défis liés à la captation du courant le long de la voie et au contrôle du moteur. L’objectif de la Rohr Corporation est de mettre au point un train à coussin d’air capable d’atteindre, dans un premier temps, une vitesse maximale de 250 km/h.
En 1972, afin de pallier les retards dans le développement du moteur linéaire de l'Aérotrain S44, des essais ont été menés sur l'Aérotrain 01, modifié pour tester un système de propulsion alternatif. Celui-ci reposait sur l'utilisation de roues pressées contre la voie centrale, entraînées par des moteurs électriques. Cette expérimentation visait à évaluer une solution de remplacement en cas d’échec lors de la conception du moteur linéaire. Lors des tests réalisés le 9 novembre 1972, ce mode de propulsion a permis d’atteindre une vitesse de 157 km/h.
Le 12 décembre 1972, le projet d'Aérotrain obtint un décret de déclaration d’utilité publique. Le ministre des Transports, Robert Galley imposa l’utilisation de la technologie du moteur linéaire en février 1973 et en avril, il valida la création de la société Aéropar, qui serait chargée de construire et d’exploiter la future ligne. Cette société fut constituée à parts égales par la SNCF et la RATP. La réalisation de l’infrastructure et des véhicules fut confiée à des groupements d’entreprises spécialisés, la Société de l’Aérotrain, Bertin & Cie, GTM, Jeumont-Schneider, Spie-Batignolles, la Société générale de techniques et d’études et le G.I.E Francorail – M.T.E. L'organisation prévue pour le service aurait reposé sur un parc de dix-sept rames composées de deux éléments. En période de pointe, treize rames auraient circulé, assurant un train toutes les 100 secondes, tandis que deux rames seraient restées en réserve et deux autres en révision dans les ateliers. En période creuse, seules deux à trois rames auraient été maintenues en service. Le système aurait intégré un pilotage automatique pour optimiser la capacité du réseau et un système d'aiguillage conçu pour les véhicules à coussin d'air.

### Premières difficultés
Un premier revers eut lieu en octobre 1973 avec la faillite de la société Le Moteur Linéaire (LML), filiale de Merlin Gerin, responsable du développement du moteur linéaire, malgré quelques avancées prometteuses, ces projets furent finalement abandonnés. Après cet échec, la responsabilité du développement du moteur linéaire fut transférée à Jeumont-Schneider, une entreprise possédant une expertise en moteurs de traction conventionnels, mais disposant d’une expérience plus limitée dans le domaine spécifique des moteurs linéaires. Le projet accumule des aléas techniques, notamment une augmentation de 10 % du poids du véhicule, des imprécisions sur les caractéristiques de la voie, des problèmes liés au rail de guidage et à la mise en place tardive d’un système de contrôle de vitesse, rendant plus réaliste une mise en service en 1980 plutôt qu'en 1975 comme initialement prévu. En décembre 1973, la Cour des Comptes alerta sur l'augmentation du coût du projet, passé de 317 millions de francs à plus de 600 millions de francs, en raison des hausses pour l'infrastructure (325 millions) et les véhicules (175 millions). Le rapport de la Cour des comptes semble imputer l'ensemble des difficultés rencontrées, ainsi que les dépassements de délais et de coûts, aux technologies non maitrisées de l'Aérotrain. Toutefois, selon l'exécutif, une partie de ces problèmes trouve son origine dans d'autres facteurs, notamment les défis liés à l'implantation de nouvelles infrastructures en milieu urbain, en particulier dans la région parisienne.

### Fin du projet
Malgré ces difficultés, le gouvernement continua de soutenir le projet. Le 8 février 1974, le Conseil des Ministres confirma la réalisation de la ligne Cergy La Défense, et le 17 mai, le protocole attribuant la concession de la ligne à Aéropar fut officiellement validé par le ministre des Finances, Henri Torre. Pourtant le 17 juillet 1974, le gouvernement annonça l’abandon du projet d’Aérotrain, invoquant des doutes sur la fiabilité du système de propulsion et des délais de mise au point jugés incompatibles avec le respect du calendrier prévu. Ce revirement s’inscrit dans un contexte de changement politique avec l’arrivée au pouvoir de Valéry Giscard d’Estaing, élu président de la République en 1974, marqua un tournant dans les priorités technologiques, son prédécesseur Georges Pompidou ayant été un fervent soutien de l’Aérotrain.
Après l'échec de la ligne Cergy - La Défense et le rachat de la Société de l'Aérotrain par Bertin & Cie, une tentative de relance de l'Aérotrain suburbain est envisagé dans le secteur de Marseille. En 1972, convaincus par les essais de l'Aérotrain  réalisés à Orléans, les élus envisagèrent une ligne d’aérotrain entre Marseille, Vitrolles et l’aéroport de Marignane, avec une éventuelle extension vers Aix-en-Provence et Fos-sur-Mer, mais le projet, prévu le long de l’autoroute, suscita l’opposition des communes traversées, inquiètes des nuisances sonores engendrées par l’appareil. La Société Bertin tenta de relancer le projet marseillais en proposant le modèle d’Aérotrain suburbain, moins rapide mais plus silencieux. Le coût de la liaison entre Marseille et l’aéroport de Marignane était estimé à 1,3 milliard de francs. Cependant, des échecs technologiques conduisirent à l’abandon définitif des projets à Marseille au début des années 1980.
Le 17 juillet 1991, le prototype S44 brûle dans le hangar de l'ancienne base d'essais de Gometz-la-Ville.

## Caractéristiques

### Le véhicule

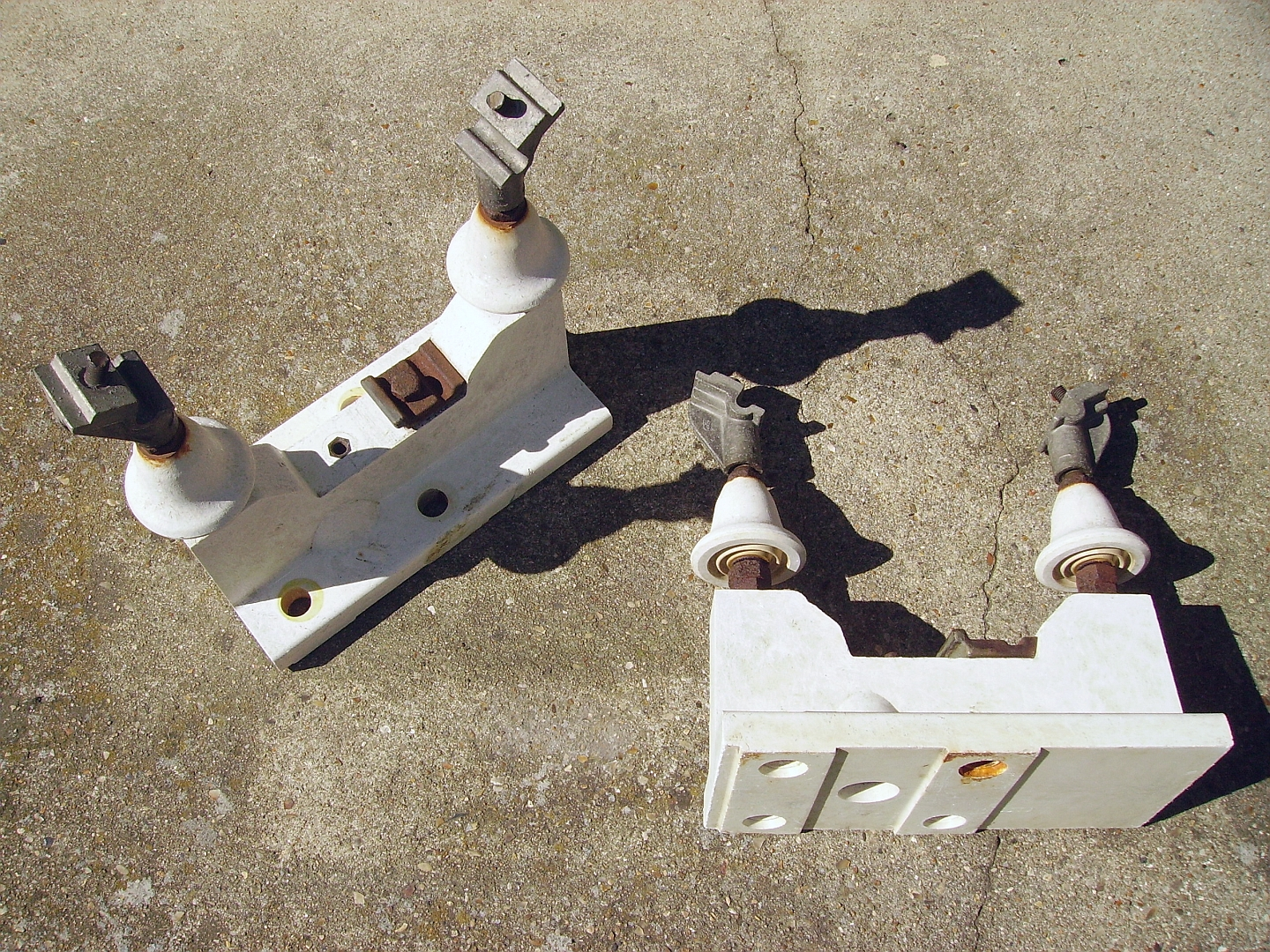
Détails des supports de rail d'alimentation électrique de l'aérotrain S44.

Le design de l'Aérotrain S44 a été réalisé par la Compagnie de l’Esthétique Industrielle, fondée par Michel Buffet, un designer spécialisé dans le domaine industriel. Construit par la société de Dietrich et Cie, spécialisée dans le matériel ferroviaire, à Reichshoffen, le S44 mesurait 14,40 mètres de longueur et pouvait transporter jusqu’à 44 passagers, répartis en 4 compartiments de 10 places, avec un accès assuré par 2 portes de chaque côté du véhicule. À la différence des autres modèles d'Aérotrain qui furent équipés d'une propulsion par turbines ou hélices, le S44 bénéficie d'une motorisation électrique linéaire beaucoup plus silencieuse développée par Merlin Gerin. En revanche les deux ventilateurs axiaux assurant la sustentation et le guidage étaient entraînés par un moteur thermique V8 de marque Chevroletdéveloppant 525 chevaux. En situation normale, le freinage du S44 était assuré par son moteur linéaire. En cas d'urgence, un frein à mâchoires sur le rail central ou l'arrêt de la sustentation avec frottement des patins d’appui prenait le relais.

### La voie
Le rail vertical, en aluminium, servait à la fois de support pour les coussins d’air latéraux et d’induit pour le système de propulsion. Sous forme de T inversé, le rail est intégré dans une chaussée en béton bitumineux. Le captage du courant se faisait à l'aide de frotteurs latéraux, dont les patins venaient glisser sur trois barres de contact maintenues par des supports d'alimentation, isolés et fixés sur le sol le long du rail de guidage.

## Postérité
L'Aérotrain S44 a été détruit dans un incendie survenu dans le hangar de l'ancienne base d'essais. Toutefois, sa maquette préparatoire, réalisée à échelle réduite par Michel Buffet et composée de résine, de papier cartonné, de plâtre et de bois peint, a été préservée et bénéficie depuis 2023 d'une protection au titre des Monuments historiques.